# Country Music Hall of Fame
The Country Music Hall of Fame and Museum är en amerikansk institution och museum för countrymusik med placering i Nashville, Tennessee.
År 1961 skapades Country Music Hall of Fame av organisationen Country Music Association (CMA) för att uppmärksamma framstående personer inom countrymusiken. De som väljs in hedras bland annat med en plakett som till en början placerades på Tennessee State Museum i Nashville. År 1967 invigdes så en stor byggnad som också innehåller ett museum om countrymusiken, och där finns nu också plaketterna över samtliga personer som valts in i Country Music Hall of Fame sedan starten.

## Artister och andra personligheter som valts in i Country Music Hall of Fame
- 1961 Jimmie Rodgers, Fred Rose, Hank Williams
- 1962 Roy Acuff
- 1963 Ingen
- 1964 Tex Ritter
- 1965 Ernest Tubb
- 1966 Eddy Arnold, Jim Denny, George D. Hay, Uncle Dave Macon
- 1967 Red Foley, J. L. Frank, Jim Reeves, Stephen H. Sholes
- 1968 Bob Wills
- 1969 Gene Autry
- 1970 Bill Monroe, Carter Family
- 1971 Arthur E. Satherley
- 1972 Jimmie Davis
- 1973 Chet Atkins, Patsy Cline
- 1974 Owen Bradley, Pee Wee King
- 1975 Minnie Pearl
- 1976 Paul Cohen, Kitty Wells
- 1977 Merle Travis
- 1978 Grandpa Jones
- 1979 Hubert Long, Hank Snow
- 1980 Johnny Cash, Connie B. Gay, Sons of the Pioneers (Roy Rogers, Bob Nolan, Lloyd Perryman, Tim Spencer, Hugh Farr och Karl Farr)
- 1981 Vernon Dalhart, Grant Turner
- 1982 Lefty Frizzell, Roy Horton, Marty Robbins
- 1983 Little Jimmy Dickens
- 1984 Ralph Peer, Floyd Tillman
- 1985 Lester Flatt och Earl Scruggs
- 1986 Duke of Paducah
- 1987 Rod Brasfield
- 1988 Loretta Lynn, Roy Rogers
- 1989 Jack Stapp, Cliffie Stone, Hank Thompson
- 1990 Tennessee Ernie Ford
- 1991 Felice Bryant
- 1992 George Jones, Frances Preston
- 1993 Floyd Cramer, Willie Nelson
- 1994 Merle Haggard
- 1995 Roger Miller, Jo Walker-Meador
- 1996 Patsy Montana, Buck Owens, Ray Price
- 1997 Harlan Howard, Brenda Lee, Cindy Walker
- 1998 George Morgan, Elvis Presley, E. W. "Bud" Wendell, Tammy Wynette
- 1999 Johnny Bond, Dolly Parton, Conway Twitty
- 2000 Charley Pride, Faron Young
- 2001 Bill Anderson, Delmore Brothers, The Everly Brothers, Don Gibson, Jethro und Homer (Homer Haynes och Jethro Burns), Waylon Jennings, Jordanaires, Don Law, Louvin Brothers, Ken Nelson, Webb Pierce, Sam Phillips
- 2002 Bill Carlisle, Porter Wagoner
- 2003 Floyd Cramer, Carl Smith
- 2004 Kris Kristofferson, Jim Foglesong
- 2005 John Denver
- 2006 Harold Bradley, Sonny James, George Strait
- 2007 Ralph Emery, Vince Gill, Mel Tillis
- 2008 Tom T. Hall, Emmylou Harris, The Statler Brothers, Ernest Stoneman
- 2009 Roy Clark, Barbara Mandrell, Charlie McCoy
- 2010 Jimmy Dean, Ferlin Husky, Billy Sherrill, Don Williams
- 2011 Bobby Braddock, Reba McEntire, Jean Shepard
- 2012 Garth Brooks, Hargus "Pig" Robbins, Connie Smith